# 香港一仙紙幣

香港壹分紙幣（1961年）

一仙紙幣是一種以往流通的香港貨幣，面額為$0.01港元。

## 歷史
因第二次世界大戰戰事逼近香港，市面輔幣短缺，香港政府於1941年5月以發行一仙紙幣，雙面印刷。1945年香港重光後，市面輔幣仍然短缺，乃發行一仙紙幣，單面印刷，上印有面值和英皇喬治六世的肖像。1961年，亦因市面輔幣短缺，港府再度發行一仙紙幣，設計與1945年之版本無異，但改印上英女皇伊利沙伯二世之肖像，但後來主要用作繳稅和繳付電費。一仙紙幣至1995年9月30日時才不再為法定貨幣。

## 發行記錄（全部由當時政府發行）
- 1941年（並沒有印上日期）
- 1945年（喬治六世肖像）
- 1961 - 1995年（伊麗莎白二世肖像）
  - 1961 - 1971：郭伯偉簽名
  - 1971 - 1981：夏鼎基簽名
  - 1981 - 1986：彭勵治簽名
  - 1986 - 1991：翟克誠簽名
  - 1991 - 1995：麥高樂簽名